# جيانين أندروسي
كان جيانين أندريوسي (2 يوليو 1902 - 22 مايو 1964) لاعبًا في هوكي الجليد السويسري الذي تنافس في أالألعاب الأولمبية الشتوية 1928. وكان عضوا في منتخب سويسرا لهوكي الجليد ، الذي فاز بالميدالية البرونزية.

## روابط خارجية
Giannin Andreossi at Eurohockey.com
Giannin Andreossi at Olympedia